# Frodulphe de Saintonge
Pour les articles homonymes, voir Frodulphe.
Frodulphe de Saintonge est un saint catholique et orthodoxe originaire du sud-ouest de la France.

## Biographie
Il est vénéré de nos jours encore en Saintonge dans le Sud-Ouest de la France. On raconte de lui bien des légendes merveilleuses et des miracles obtenus grâce à son intercession. On ne l'oublie pas puisqu'une localité s'est placée sous son patronage : Saint-Froult.
Au VIIIe siècle, il collabore à Paris avec saint Merry jusqu'à la mort de ce dernier, puis se retire à Grancey en Champagne pour y vivre en solitaire.

## Autres noms
- Frou
- Froult (embouchure de la Charente)
- Fredulf
- Frion
- Friou (Creuse)
- Frodulph